# Albert Shesterniov
Albert Alekséievich Shesterniov (en ruso: Альберт Алексеевич Шестернёв; Moscú, Unión Soviética, 20 de junio de 1941 - Moscú, Rusia, 5 de noviembre de 1994) fue un futbolista ruso que se desempeñaba como líbero y defensa, en general, se le considera el mejor defensor de fútbol de la historia del fútbol soviético. Disputó toda su carrera deportiva en el CSKA de Moscú.
Shesternyov nació y murió en Moscú . Apodado "Iván el Terrible" , fue el capitán de la gran selección soviética de la década de 1960, jugó 90 veces internacionalmente, un récord de apariciones solo roto posteriormente por Oleg Blokhin y Rinat Dasaev a fines de la década de 1980.
Internacional de 1961 a 1971, el líbero del CSKA Moscú jugó y representó a su país en tres Copas Mundiales de la FIFA y dos Campeonatos de Europa: la Copa de Europa de 1964 y la Eurocopa de 1968 . Durante el último torneo, el equipo soviético se enfrentó a Italia en una de las semifinales. El juego terminó en un empate 0-0 (incluido el tiempo extra), y de acuerdo con las reglas en ese momento, el ganador se decidía mediante un sorteo . El lado soviético tuvo la oportunidad de llamar a la moneda, y como lo llamó el capitán Shesternyov. Desafortunadamente para el equipo lo llamó incorrectamente y quedaron fuera de la final. [1]Terminaron en cuarto lugar, después de perder ante Inglaterra en el partido de desempate por el tercer lugar. Shesternyov fue capitán de la selección nacional soviética en 62 de sus 90 partidos internacionales.
Era el debutante más joven del CSKA Moscú a los 17 años y también el capitán más joven del club con tan solo 21 años. Fue capitán del club durante casi 10 años y jugó toda su carrera con el CSKA de Moscú.
Shesternyov participó en los Campeonatos de Europa - Equipos de Torneo de la UEFA dos veces y fue el Futbolista Soviético del Año en 1970, también fue elegido tercero en 1966, 1968 y 1969.
Después de llevar al CSKA a su primer título nacional en 19 años, decidió retirarse del fútbol en lo más alto con solo 30 años.
Fue elegido, para el Balón de Oro en Europa, cuatro veces consiguiendo el 14°, 11°, 10° y luego 22° mejor futbolista en 1968, 1969, 1970 y 1971 respectivamente. Durante estos años fue considerado como uno de los mejores defensores del mundo y si hubiera elegido unirse a uno de los muchos grandes equipos europeos que lo perseguían, muchos dijeron que habría sido aún más apreciado en el mundo del fútbol. Sin embargo, siempre fue elogiado por su carrera de un solo club.
Recientemente, el sitio web de medios de fútbol PlanetWorldCup lo eligió para el equipo de la Copa del Mundo de todos los tiempos de la Unión Soviética y en otras publicaciones, dentro de los mejores 10 futbolistas rusos de la historia.
En 1970, se convirtió en el Futbolista soviético del año en su país.

## Clubes
| Club           | País            | Año         | Partidos | Goles |
| PFC CSKA Moscú | Unión Soviética | 1959 - 1972 | 278      | 1     |